# Bergsjön (Arnäs socken, Ångermanland)
Bergsjön är en sjö i Örnsköldsviks kommun i Ångermanland och ingår i Idbyån-Moälvens kustområde. Sjön har en area på 0,139 kvadratkilometer och ligger 146,1 meter över havet.

## Delavrinningsområde
Bergsjön ingår i det delavrinningsområde (702879-164457) som SMHI kallar för Inloppet i Höglandssjön. Medelhöjden är 95 meter över havet och ytan är 6,48 kvadratkilometer. Räknas de 5 avrinningsområdena uppströms in blir den ackumulerade arean 49,75 kvadratkilometer. Avrinningsområdets utflöde Strömsån (Lidån) mynnar i havet. Avrinningsområdet består mestadels av skog (66 procent), öppen mark (10 procent) och jordbruk (13 procent). Avrinningsområdet har 0,14 kvadratkilometer vattenytor vilket ger det en sjöprocent på 2,2 procent. Bebyggelsen i området täcker en yta av 0,13 kvadratkilometer eller 2 procent av avrinningsområdet.